# Zofia Maciejewska
Zofia Maciejewska (ur. 3 kwietnia 1939 w Janowie Poleskim) – polska inżynier budowlany, działaczka opozycji w PRL.

## Kariera
Zofia Maciejewska jest absolwentką Politechniki Wrocławskiej na Wydziale Budownictwa w 1962 roku. W 1956 roku wstąpiła do Związku Młodzieży Polskiej, działając również  w Polskiej Zjednoczonej Partii Robotniczej pomiędzy 1966 a 1969 rokiem. Od 1962 do 1963 była asystentem na Wydziale Budownictwa Politechniki Wrocławskiej, po czym pracowała jako kierownik budowy w Przedsiębiorstwie Budownictwa Uprzemysłowionego we Wrocławiu w latach 1963-1965. Następnie w latach 1965-1966 była inżynierem budowy we Wrocławskim Przedsiębiorstwie Budownictwa Przemysłowego nr 1, w latach od 1968 do 1973 była zatrudniona na różnych stanowiskach w biurach. W latach 1973–1993 asystent, następnie projektant w Biurze Projektów Inwestprojekt, gdzie była współzałożycielką Komitetu Założycielskiego. Prowadziła także bibliotekę wydawnictw niezależnych.
Przeszła na emeryturę w 1993 roku.

## Działania opozycyjne
We wrześniu 1980 roku Maciejewska rozpoczęła działalność w Solidarności.
13 grudnia 1981 roku nawiązała kontakt z powstającym RKS Dolny Śląsk, następnie ukrywała we własnym mieszkaniu Kornela Morawieckiego. Była jedną z głównych organizatorek struktury wydawniczej RKS (transport samochodowy, lokale, ukrywanie poszukiwanych, system skrzynek kontaktowych i filtrów konspiracyjnych). Od czerwca 1982 roku była związana z Solidarnością Walczącą i główną koordynatorką sieci kolportażowej organizacji. Zarządzała pracą ok. 20 podziemnych drukarni i kolportażem przekraczającym okresowo 20 tys. egzemplarzy prasy tygodniowo. Współorganizowała Agencję Informacyjną oraz Radio Solidarności Walczącej i zorganizowała druk i kolportaż 24 książek wydanych w nakładzie 500-2500 egzemplarzy (m.in. Archipelagu Gułag Aleksandra Sołżenicyna). 16 kwietnia 1984 została aresztowana i przetrzymywana w ZK we Wrocławiu i Krzywańcu, 25 lipca 1984 jej sprawę umorzono na skutek amnestii. Od 28 października 1986 była rozpracowywana przez Wydział V-1/Inspektorat II  Wojewódzkiego Urzędu Spraw Wewnętrznych we Wrocławiu w ramach Sprawy Operacyjnej. Między 1984 a 1989 rokiem wielokrotnie była zatrzymywana na 48 godzin. W 1986 uczestniczyła w rekolekcji w Lwówku Śląskim będących de facto spotkaniami działaczy opozycji. W 1989 była współorganizatorką kampanii wyborczej Komitet Obywatelski „Solidarności”.
Używała pseudonimu „Janusz”.

## Odznaczania
- Krzyż Oficerski Orderu Odrodzenia Polski (2007)